# Цзиньшань
Цзиньша́нь (кит. 金山, пиньинь:Jīnshān - букв. «Золотая гора») — крупный буддийский монастырь в городе Чжэньцзян близ Нанкина, провинция Цзянсу. Построен при династии Восточная Цзинь (265—420 гг.н.э.) на холме 60 м высотой, что на острове посреди реки Янцзы, который потом соединили насыпью с берегом. Монастырская пагода была построена более 1400 лет назад. В монастыре проживало до нескольких тысяч монахов. С Цзиньшань связана легендарная «Повесть о Белой Змейке», ставшая мотивом китайских пьес, и упоминающийся там монах Фа Хай, который по легенде нашёл в горе, где стоит монастырь, золото и отдал его чиновникам, однако император вернул его монаху, и тот потратил его на восстановление Цзиньшань (отсюда и название монастыря).